# فرودگاه بین‌المللی مارشال کونیا ماچادو
فرودگاه بین‌المللی مارشال کونیا ماچادو (به انگلیسی: Marechal Cunha Machado International Airport) (به زبان بومی: Aeroporto Internacional Marechal Cunha Machado (Tirirical)) یک فرودگاه همگانی مسافربری با کد یاتا SLZ است که یک باند فرود آسفالت دارد و طول باند آن ۲۳۹۳ متر است. این فرودگاه در کشور برزیل قرار دارد و در ارتفاع ۵۴ متری از سطح دریا واقع شده‌است.

## شرکت‌های هواپیمایی و مقصدهای پروازی
| شرکت‌های هواپیمایی     | مقصدهای پروازی |
| --------------------- | --- |
| آزول برزیلین ایرلاینز | ول د کائس، تانکردو نوس، ویراکوپوس-کامپیناس͵ پینتو مارتینز، ترسینا |
| گول ایر ترنسپورت      | ول د کائس، برازیلیا، پینتو مارتینز، ادواردو گومز، ریکایف، ریو برانکو، ریو دوژانیرو گالیائو، سانتوس دومنت، دپوتادو لوئیس ادواردو مگاهاس، سانتارم استاد ویلسون فونسکا، کونگونیاس-سائو پائولو، سائو پائولو گوارولوس، ترسینا |
| تام ایرلاینز          | برازیلیا، پینتو مارتینز، ایمپراتریز, ریو دوژانیرو گالیائو، سائو پائولو گوارولوس |